# G1遊戲競技冠軍聯賽
G1遊戲競技冠軍聯賽（G1 Championship League）是由17173.COM舉辦的電子競技賽事，目前已經成功舉辦五屆。前三屆的比賽項目為DotA，而最新的兩屆的比賽項目則改為Dota 2。自第四屆比賽開始，G1遊戲競技冠軍聯賽正式在線下舉行總決賽并面向網絡直播。 G1遊戲競技冠軍聯賽是中國大陸地區第一個將Dota 2作為正式比賽項目的全國級電子競技賽事 和國內第一個國際性Dota 2賽事。

## 賽事歷史

### 第五屆
賽事時間：2013年3月20日 至 2013年5月26日
賽事項目：DOTA 2
決賽城市：中國上海市
冠軍隊伍： Alliance
冠軍獎金：250,000元人民幣

### 第四屆
賽事時間：2012年10月22日 至 2012年11月19日
賽事項目：DOTA2
決賽城市：中國福州市
冠軍隊伍： LGD
冠軍獎金：180,000元人民幣
贊助商：網易遊戲

### 第三屆
賽事時間：2012年2月28日 至 2012年4月8日
賽事項目：DotA
決賽城市：中國上海市
冠軍隊伍： DK
冠軍獎金：50,000元
贊助商：遊戲橘子

### 第二屆
賽事時間：2011年10月14日 至 2011年11月6日
賽事項目：DotA
冠軍隊伍： DK
冠軍獎金：30,000元人民幣
贊助商：俠客行

### 第一屆
賽事時間：2011年6月14日 至 2011年7月9日
賽事項目：DotA
冠軍隊伍： CCM
冠軍獎金：30,000元人民幣和價值15,000元的數碼獎品。
贊助商：網易遊戲

## 外部連結
- G1遊戲競技冠軍聯賽官方網站（简体中文）
- G1 Championship League Offical Website（英文）